# Clément-Emile Roques
Clément-Emile Roques (Graulhet, 8 dicembre 1880 – Rennes, 4 settembre 1964) è stato un cardinale e arcivescovo cattolico francese.

## Biografia
Nacque a Graulhet l'8 dicembre 1880.
Compì gli studi al seminario minore di Lavaur e quindi al seminario maggiore di Albi. Ordinato sacerdote nel 1904, proseguì gli studi presso l'Istituto cattolico di Tolosa. Due anni dopo l'ordinazione presbiterale, divenne docente al seminario minore di Albi; ne diventerà il superiore nel 1920.
Papa Pio XI lo nominò vescovo di Montauban il 15 aprile 1929; ricevette la consacrazione episcopale il successivo 24 giugno nella cattedrale di Albi, prendendo possesso della sua diocesi il 16 luglio.
Il 24 dicembre 1934 fu nominato arcivescovo di Aix, sede dalla quale venne trasferito alla guida dell'arcidiocesi di Rennes l'11 maggio 1940.
Papa Pio XII lo elevò al rango di cardinale nel concistoro del 18 febbraio 1946.
Prese parte al conclave del 1958 che elesse papa Giovanni XXIII ed al conclave del 1963 che elesse papa Paolo VI.
Morì a Rennes il 4 settembre 1964 all'età di 83 anni. È sepolto nella cattedrale di Rennes.

## Genealogia episcopale e successione apostolica
La genealogia episcopale è:
- Cardinale Guillaume d'Estouteville, O.S.B.Clun.
- Papa Sisto IV
- Papa Giulio II
- Cardinale Raffaele Sansone Riario
- Papa Leone X
- Papa Paolo III
- Cardinale Francesco Pisani
- Cardinale Alfonso Gesualdo di Conza
- Papa Clemente VIII
- Cardinale Pietro Aldobrandini
- Cardinale Laudivio Zacchia
- Cardinale Antonio Barberini, O.F.M.Cap.
- Cardinale Nicolò Guidi di Bagno
- Arcivescovo François de Harlay de Champvallon
- Cardinale Louis-Antoine de Noailles
- Vescovo Jean-François Salgues de Valderies de Lescure
- Arcivescovo Louis-Jacques Chapt de Rastignac
- Arcivescovo Christophe de Beaumont du Repaire
- Arcivescovo Jean-Armand de Bessuéjouls Roquelaure
- Cardinale Hugues-Robert-Jean-Charles de La Tour d'Auvergne-Lauraquais
- Arcivescovo Denis-Auguste Affre
- Cardinale René-François Régnier
- Cardinale Florian-Jules-Félix Desprez
- Vescovo Théodore Legain
- Arcivescovo Pierre-Marie-Etienne-Gustave Ardin
- Vescovo Jean-Marie-Léon Dizien
- Vescovo Louis-Eugène Francqueville
- Arcivescovo Jean-François-Ernest Ricard
- Arcivescovo Pierre-Célestin Cézerac
- Cardinale Clément-Emile Roques

La successione apostolica è:
- Vescovo Victor-Jean Perrin (1946)
- Vescovo Armand Coupel (1946)
- Vescovo André-Pierre-François Fauvel (1947)
- Vescovo Marcel-Pierre-Armand Riopel (1952)